# 道口瑞之
道口 瑞之（どうぐち みつゆき、1971年12月2日 - ）は、日本の舞台俳優である。劇団四季所属。茨城県東茨城郡美野里町（現在の小美玉市）出身。

## 経歴
中学校時代に夕鶴に出演したことをきっかけに、茨城県立水戸第一高等学校時代は演劇部に所属していた。劇団四季のオリジナルミュージカル、『夢から醒めた夢』を観劇し舞台俳優を志す。1994年に立教大学社会学部を卒業。1996年度、劇団四季に入団した。『エクウス』で初舞台を踏む。
2017年の「エルコスの祈り」では演出スーパーバイザーを務めた。
2022年「ノートルダムの鐘」京都劇場再演の稽古でフロロー役候補として入っている。
2023年「ひばり」出演候補キャストコーション役。

## 人物
趣味はスポーツ観戦で、サッカーは水戸ホーリーホックのファンである。

## 主な出演作品
- エクウス (馬)
- 冒険者たち ガンバとその仲間 (七郎)
- エルコスの祈り (ジョン、ポール)
- 人間になりたがった猫 (ライオネル)
- 夢から醒めた夢 (メソ、デビル、夢の配達人)[6]
- 王様の耳はロバの耳 (床屋)
- ユタと不思議な仲間たち (ヒノデロ)[7]
- むかしむかしゾウがきた (ひろめ屋)
- 李香蘭 (王玉林、アンサンブル)
- クレイジー・フォー・ユー (サム)
- ハムレット (ルシアーナス)
- コーラスライン (ボビー、グレッグ)
- 美女と野獣 (ルミエール)
- ライオンキング (シンバ-未登板、スカー)[8]
- ジョン万次郎の夢 (ホイットフィールド船長、島津斉彬)
- アラジン (ジーニー)[9][10]
- ノートルダムの鐘（フロロー）[11]
- ひばり（コーション）[12]